# کیم جونگ-نام (بازیکن فوتبال)
کیم جونگ-نام (انگلیسی: Kim Jung-nam؛ زادهٔ ۲۸ ژانویهٔ ۱۹۴۳) بازیکن سابق و مربی فوتبال اهل کره جنوبی است.
از باشگاه‌هایی که در آن بازی کرده‌است می‌توان به باشگاه فوتبال یانگزی اشاره کرد.
وی همچنین در تیم‌های ملی فوتبال زیر ۲۰ سال کره جنوبی و کره جنوبی بازی کرده‌است.
وی در مسابقات کشوری و بین‌المللی در مجموع برندهٔ ۲ مدال طلا، ۲ مدال نقره شده‌است.